# Symploce relucens
Symploce relucens es una especie de cucaracha del género Symploce, familia Ectobiidae.

## Distribución
Esta especie se encuentra en Guinea, Camerún y Gabón.